# McQ
"McQ" (br: McQ - Um detetive acima da lei / pt: Um detective acima da lei) é um filme estadunidense de 1974, do gênero policial, dirigido por John Sturges. Foi filmado em Seattle, no estado de Washington. A cena final na praia foi realizada em Moclips, Washington.

## Sinopse
McQ é um veterano da polícia de Seattle, um tenente que poderia ser capitão, mas seu jeito "duro" com a bandidagem atrapalha sua carreira. Ele e seu amigo e parceiro investigam o traficante Santiago, até que o parceiro é morto. McQ de imediato quer ir atrás de Santiago, mas seus superiores não lhe dão o caso. McQ então pede demissão e passa a agir como detetive particular.

## Elenco
- John Wayne.... Tenente Lon McQ
- Eddie Albert.... Capitão Ed Kosterman
- Diana Muldaur.... Lois Boyle
- Colleen Dewhurst.... Myra
- Al Lettieri.... Santiago
- Clu Gulager.... Franklin Toms
- David Huddleston.... Edward M. 'Pinky' Farrow
- Jim Watkins.... J.C. Davis